# ارزنک (سرده)
ارزنک، ارزن چمنی (نام علمی: Milium) نام یک سرده از تیره گندمیان است.

## گونه‌ها
- ارزنک Milium effusum
- Milium atropatanum
- Milium pedicellare
- Milium schmidtianum
- Milium transcaucasicum
- Milium vernale